# 拉沙佩勒圣热罗
拉沙佩勒圣热罗（法語：La Chapelle-Saint-Géraud，法語發音：[la ʃapɛl sɛ̃ ʒeʁo]）是法国科雷兹省的一个市镇，位于该省南部，属于蒂勒区。

## 地理
拉沙佩勒圣热罗（45°2'22"N, 1°57'14"E）面积17.59 平方千米，位于法国新阿基坦大区科雷兹省，该省份为法国中南部省份，北起上维埃纳省和克勒兹省，西接多爾多涅省，南至洛特省，东临多姆山省和康塔爾省。
与拉沙佩勒圣热罗接壤的市镇（或旧市镇、城区）包括：欧特法日、梅克尔、多尔多涅河畔蒙索、雷加德、多尔多涅河畔阿让塔。

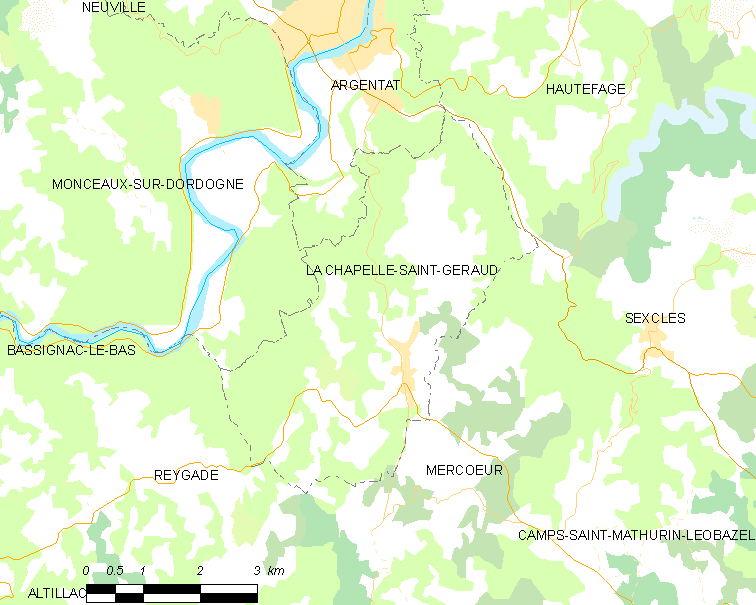
拉沙佩勒圣热罗的OSM定位图

拉沙佩勒圣热罗的时区为UTC+01:00、UTC+02:00（夏令时）。

## 行政
拉沙佩勒圣热罗的邮政编码为19430，INSEE市镇编码为19045。

## 政治
拉沙佩勒圣热罗所属的省级选区为多尔多涅河畔阿让塔县。

## 人口

1962-2008年间拉沙佩勒圣热罗人口变化图示

拉沙佩勒圣热罗于2022年1月1日时的人口数量为196人。